# 高田義一郎
高田 義一郎（たかた ぎいちろう、1886年（明治19年）6月28日 - 1945年（昭和20年）6月14日）は、医学博士、文筆家。主に性欲・犯罪に関する著作で知られる。筆名・高田 杏湖。

## 略歴
1886年（明治19年）、滋賀県栗太郡草津村、東海道草津宿の名門6代目高田茂徳の長男として生まれる。
茂徳の放蕩癖により家財を使い果たした一家は草津を追われ北海道、京都、東京と転居を繰り返す。貧困にあったが親戚である実業家浜岡光哲の援助をうけ医学の道に進んだ。
旧制第三高等学校卒業後、京都帝国大学医学部に学び同校法医学教室助手となる。
1919年（大正8年）、千葉医学専門学校の教授に就く。1922年（大正11年）から1年あまり文部省在外研究生として独伊英に留学。その後、東京溜池に日本初といわれた小児科医院を開設。同時期保険会社医長も勤める。
医学博士の立場から医学関連書を発表する一方で、性科学や犯罪科学をテーマとしたユーモア・エッセイ、SF怪奇小説を当時の人気雑誌『新青年』に発表するなど文筆家としても活躍した。
1924年（大正13年）、筆禍により千葉医科大教授職を辞任。
1930年（昭和5年）、国立大学町（国立市）移住後は東京商科大学、滝乃川学園で校医を勤めながら執筆に専念した。
1945年の高田の没後、未亡人（二人目の妻）の高田嘉代は、広大な自宅や敷地内に他人を間借りさせ、またいくつかの文藝同人誌に参加しながら特異な生活を送り、1991年に死去。
2015年3月、国立市にあった高田義一郎邸の取り壊しが決まり、さよならイベントが開催された。これまで語られてこなかった高田義一郎の生涯とその業績がはじめて公開されることとなり10日間で3,000の来客を集めた。

## 家族
- 実父・高田儀助[1]
- 養父・高田茂是[1]
- 義妹・章子 ‐ 茂是の娘。浜岡光哲の後妻[6]
- 妻・嘉代（1903年生） ‐ 長野・飯田寛治の妹[1]

## 著作

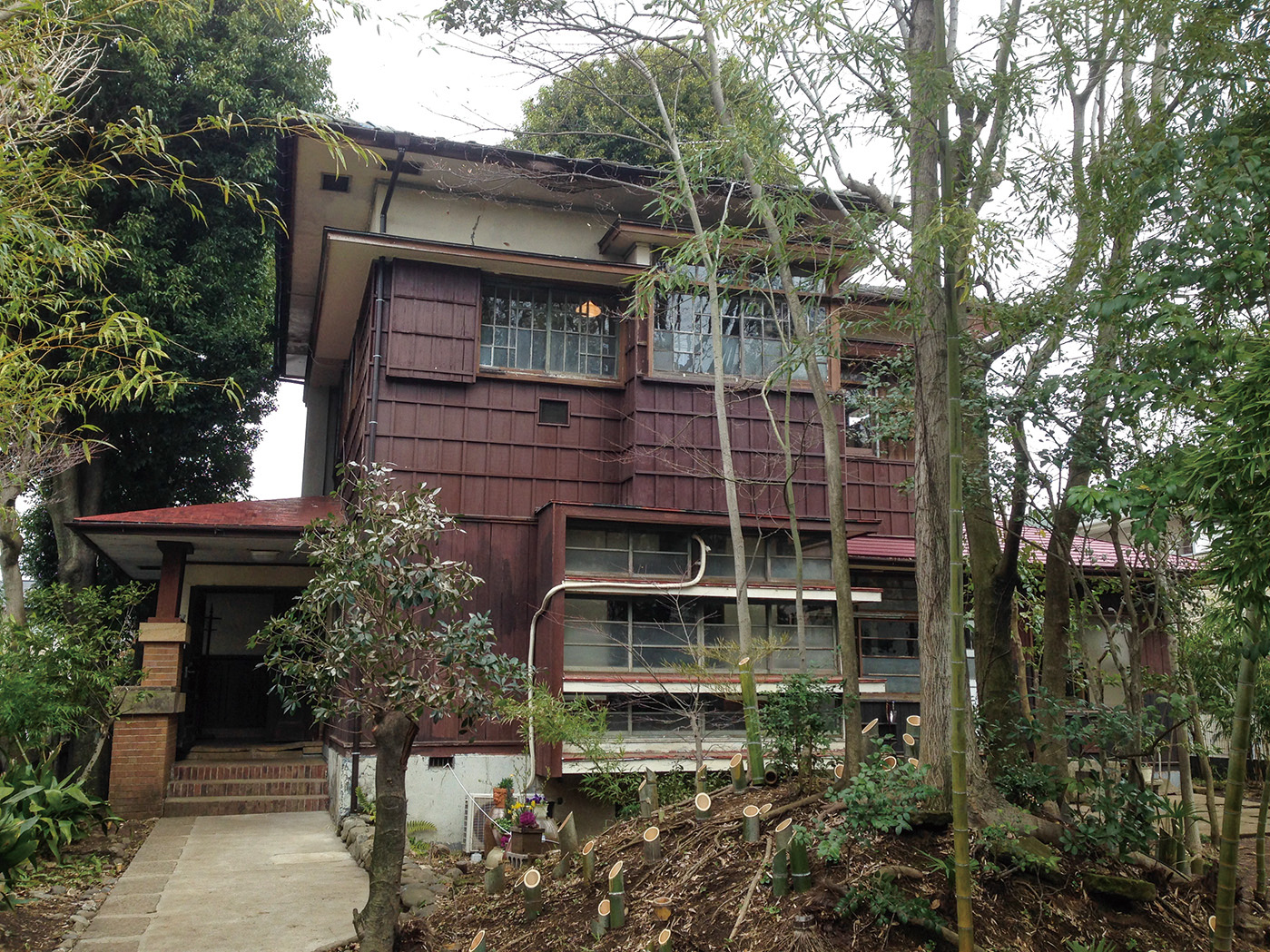
高田義一郎邸。1930年築、2015年解体。（東京都国立市）

### 単著
- 『法医学』克誠堂書店・吐鳳堂書店、1917年5月。 NCID BA67933350。全国書誌番号:43005741 NDLJP:934991。
  - 『法医学』（増訂再版）克誠堂書店・吐鳳堂書店、1918年9月。 NCID BA33744040。全国書誌番号:43005742 NDLJP:934992。
  - 『法医学』（増補改訂4版）克誠堂書店・吐鳳堂書店、1923年9月。 NCID BN11132767。
  - 『法医学』（増補改訂5版）克誠堂書店・吐鳳堂書店、1926年9月。 NCID BA58000280。
  - 『法医学』（増補改訂6版）克誠堂書店・吐鳳堂書店、1929年5月。 NCID BA47559488。
  - 『法医学』（増補改訂第7版）克誠堂書店・吐鳳堂書店、1934年11月。 NCID BA30816112。
- 『註釈診断検案鑑定書例 附・法医学的検査法』克誠堂書店・吐鳳堂書店、1918年2月。 NCID BA84317830。全国書誌番号:43005834 NDLJP:935083。
  - 『註釈診断検案鑑定書例 附・法医学的検査法』（増訂第2版）克誠堂書店・吐鳳堂書店、1918年10月。 NCID BA84318108。全国書誌番号:43045894 NDLJP:981047。
  - 『註釈診断検案鑑定書例 附・法医学的検査法』（増訂第3版）克誠堂書店・吐鳳堂書店、1920年9月。 NCID BB25694239。全国書誌番号:43045894 NDLJP:981047。
  - 『註釈診断検案鑑定書例 附・法医学的検査法』（増訂4版）克誠堂書店・吐鳳堂書店、1924年5月。 NCID BA40193049。
  - 『註釈診断検案鑑定書例 附・法医学的検査法』（増訂第5版）克誠堂書店・吐鳳堂書店、1929年1月。 NCID BA87791383。
  - 『註釈診断検案鑑定書例 附・法医学的検査法』（増訂第6版）克誠堂書店・吐鳳堂書店、1934年7月。 NCID BA84318389。
- 『産婆規則講義』克誠堂書店・吐鳳堂書店、1920年1月。全国書誌番号:43005281 NDLJP:934505。
- 『恐ろしき犯罪鑑定夜話』大阪屋号書店、1921年11月。 NCID BN13172922。全国書誌番号:42008160 NDLJP:913543。
  - 『恐ろしき犯罪鑑定夜話』（増補再版）大阪屋号書店、1922年。 NCID BN09750650。
  - 『恐ろしき犯罪鑑定夜話』（増補再版）大空社〈近代犯罪資料叢書 14〉、1999年1月。ISBN 4283000396。 NCID BA4100056X。全国書誌番号:99070926。
- 『優良児を儲ける研究』隆文館、1926年4月。 NCID BN07201505。全国書誌番号:43005356 NDLJP:934586。
  - 『優良児を儲ける研究』横山浩司解説、久山社〈日本「子どもの権利」叢書 17〉、1996年4月。ISBN 9784906563173。 NCID BN1435411X。全国書誌番号:97018531。
- 『子供の衛生』アルス〈アルス婦人叢書 24〉、1927年4月。 NCID BA4681342X。全国書誌番号:46077275 NDLJP:1223242。
- 『闘性術』博文館、1928年1月。全国書誌番号:21484384 全国書誌番号:46034091 NDLJP:1086409 NDLJP:1138064。
  - 『闘性術』（改訂増補）博文館、1935年12月。 NCID BN05978351。全国書誌番号:44044355 全国書誌番号:46066762 NDLJP:1035254 NDLJP:1073727。
- 『人体の趣味と神秘』博文館、1928年8月。 NCID BN13277104。全国書誌番号:47002159 NDLJP:1189778。
- 『統性術』博文館、1928年8月。 NCID BA56982332。全国書誌番号:48012974 NDLJP:1157349。
- 『世相表裏の医学的研究』実業之日本社、1928年11月。 NCID BN11106698。全国書誌番号:47004828 NDLJP:1050056。
- 『らく我記 高田義一郎集』現代ユウモア全集刊行会〈現代ユウモア全集 第11巻〉、1928年11月。 NCID BN08362587。全国書誌番号:46086267 NDLJP:1188278。
- 『自然療法 無医無病保健の妙締』富士書房、1929年2月。 NCID BA46589144。全国書誌番号:46091787 NDLJP:1049695。
- 『赤ちやんから両親へ』春陽堂、1929年3月。全国書誌番号:46076104 NDLJP:1075109。
- 『結婚読本』春陽堂、1929年4月。 NCID BA45644098。全国書誌番号:46085043 NDLJP:1049345。
- 『趣味の医学夜話』至玄社、1929年4月。 NCID BA46573279。全国書誌番号:47001751 NDLJP:1076338。
- 『青春を裁く』朝日新聞社、1929年9月。 NCID BA60414468。全国書誌番号:47004390 NDLJP:1174844。
- 『変態性慾と犯罪・犯罪と人生』武侠社〈近代犯罪科学全集 第1編〉、1929年10月。 NCID BN0872583X。全国書誌番号:21499454 NDLJP:1881700。
  - 『変態性慾と犯罪・犯罪と人生』ゆまに書房〈近代日本のセクシュアリティ 15〉、2007年7月。ISBN 9784843326657。 NCID BA8263987X。全国書誌番号:21282337。
- 『自殺学』改造社、1930年3月。 NCID BA43204196。全国書誌番号:46092298 NDLJP:1177019。
- 『聖代暗殺事件』万里閣書房〈悪の華文庫 2〉、1930年10月。 NCID BA66091623。全国書誌番号:46076639 NDLJP:1173501。
- 『探偵科学の話』誠文堂〈誠文堂十銭文庫 38〉、1930年11月。
- 『変態性欲考』武俠社〈性科学全集 第8編〉、1931年6月。 NCID BN11854590。
  - 『変態性欲考』武俠社〈性科学全集 第8編〉、2009年1月。ISBN 9784877334567。 NCID BA89086724。全国書誌番号:21547225。
- 『兇器乱舞の文化 明治・大正・昭和暗殺史』先進社、1932年5月。 NCID BA53299122。全国書誌番号:46013399 NDLJP:1062338。
- 『婦人と犯罪』社会教育協会〈婦人講座 第50篇〉、1934年5月。 NCID BA33331652。
- 『無医無病健康法』日東書院、1934年9月。 NCID BA46646215。全国書誌番号:47021880 NDLJP:1051059。
- 『実例育ての「こつ」』人文書院、1934年10月。 NCID BA34711502。全国書誌番号:46092676 NDLJP:1049721。
- 『変態医話』千代田書院、1936年3月。 NCID BN11925666。全国書誌番号:46034440 全国書誌番号:77010305 NDLJP:1138374 NDLJP:1905097。
- 『人生診断』教文社、1936年4月。全国書誌番号:46058893 NDLJP:1072918。
- 『ホルモン気質』岡倉書房、1936年9月。 NCID BA44694410。全国書誌番号:46073323 NDLJP:1257856。
- 『完全なる夫婦』鱒書房〈コバルト叢書〉、1940年4月。 NCID BN09528674。全国書誌番号:44024449 NDLJP:1054928。
- 『夫婦の医学』鱒書房〈コバルト叢書〉、1941年1月。 NCID BA64974817。全国書誌番号:44057597 NDLJP:1108464。
  - 『夫婦の医学』コバルト社〈コバルト叢書〉、1946年3月。 NCID BN10525990。全国書誌番号:52012422 NDLJP:2461311。
- 『人体名所遊覧記』霞ケ関書房、1941年9月。 NCID BN08662988。全国書誌番号:46039174 NDLJP:1045974。
- 『百歳突破作戦』霞ケ関書房、1942年3月。 NCID BA64946254。全国書誌番号:46042310 NDLJP:1071935。
- 『愛児と共に 生きた実例』教育学習社、1942年9月。 NCID BA34708836。全国書誌番号:46034716 NDLJP:1069712。
- 『自叙伝「みの虫」の一生』[自費出版]、1943年。

### 執筆等
- 「幼少児童の日記の記入事項と其効果（放送三回）」『我子の為に』 春の巻、日本放送協会関東支部、1929年2月、133-137頁。 NCID BN15901513。全国書誌番号: NDLJP:1027888/18。
- 「第二十七編 法医学」『万有科学大系 続篇』 第7巻、万有科学大系刊行会、1929年7月、539-584頁。 NCID BN03868148。全国書誌番号:47025968 NDLJP:1243428/288。
  - 「法医学」『万有科学大系 続篇』 第7巻（普及版）、新光社、1932年1月、335-380頁。 NCID BN07088912。全国書誌番号:47026369 NDLJP:1260245/179。
- 「性的革命時代」『近代思潮講演集』大阪毎日新聞社・東京日日新聞社、1930年4月、23-46頁。全国書誌番号:44000797 NDLJP:1027888/18。
- 「幼児を健康にする育て方」『幼児の健康』刀江書院〈幼児教育全集 第2巻〉、1937年5月、3-158頁。 NCID BA62058739。全国書誌番号:46075018 NDLJP:1117472/10。